# Kamikaze 1989
Kamikaze 1989 es una película del director alemán Wolf Gremm del año 1982, basada en la novela Asesinato en el piso 31 (título original: Mord på 31: un våningen) de Per Wahlöö. En el centro de esta negra utopía está el teniente de policía Jansen (interpretado por Rainer Werner Fassbinder poco antes de su muerte en junio de 1982).

## Trama
Alemania en el futuro cercano. El país más rico del mundo con todos los problemas resueltos, sin contaminación ni desempleo. 

## Contexto
Estaban previstas otras dos películas del teniente de policía Jansen, pero a causa de la muerte de Fassbinder no se realizaron. Kamikaze 1989 se estrenó en Alemania Occidental el 16 de julio de 1982.

## Premios
Fantasporto-Filmfestival 1984
- Premio Crítica (Prémio Critica - Menção Especial) para Wolfgang Gemm.
- Nominada al Fantasyfilm-Preis internacional.